# Арабська визвольна армія
Арабська визвольна армія (араб. جيش الإنقاذ) — воєнізована організація добровольців, в основному, з арабських країн на чолі з Фавзі аль-Кавукджі.
Боролася на арабській стороні в першій арабо-ізраїльській війні 1948—1949 років.

## Історія
Була організована на зустрічі в Дамаску 5 лютого 1948 року народження, для того щоб організувати польові команди-бригади в Палестині. Силам так званої Арабської визвольної армії вдалося завоювати північ Палестини, включаючи Самарію, хоча Самарія де-факто вже була підконтрольна Трансиордании.
Цільове число для вербування було 10 000, але до середині березня 1948 року кількість добровольців склало приблизно 6 000. Армія Священної війни включала в себе сирійців, ліванців, кілька сотень друзів і черкесів, а також жителів Іраку та Зайордання, єгипетських Братів-мусульман і палестинських арабів, яких навчають в Сирії. Було також кілька югославів, німців, турків і британських дезертирів.